# ميرال اوكاي
ميرال اوكاي (بالتركية: Meral Okay)‏ هي كاتبة سيناريو وممثلة تركية، ولدت في 20 سبتمبر 1959 في تركيا، وتوفيت في 9 أبريل 2012 بإسطنبول في تركيا بسبب سرطان الرئة.

## أعمال

### مسلسلات
- حريم السلطان
- قصر الحب

## وصلات خارجية
- ميرال اوكاي على موقع IMDb (الإنجليزية)
- ميرال اوكاي على موقع قاعدة بيانات الأفلام العربية
- ميرال اوكاي على موقع ألو سيني (الفرنسية)
- ميرال اوكاي على موقع ميوزك برينز (الإنجليزية)
- ميرال اوكاي على موقع أول موفي (الإنجليزية)
- ميرال اوكاي على موقع قاعدة بيانات الفيلم (الإنجليزية)
- ميرال اوكاي على موقع كينوبويسك (الروسية)